# Mostich

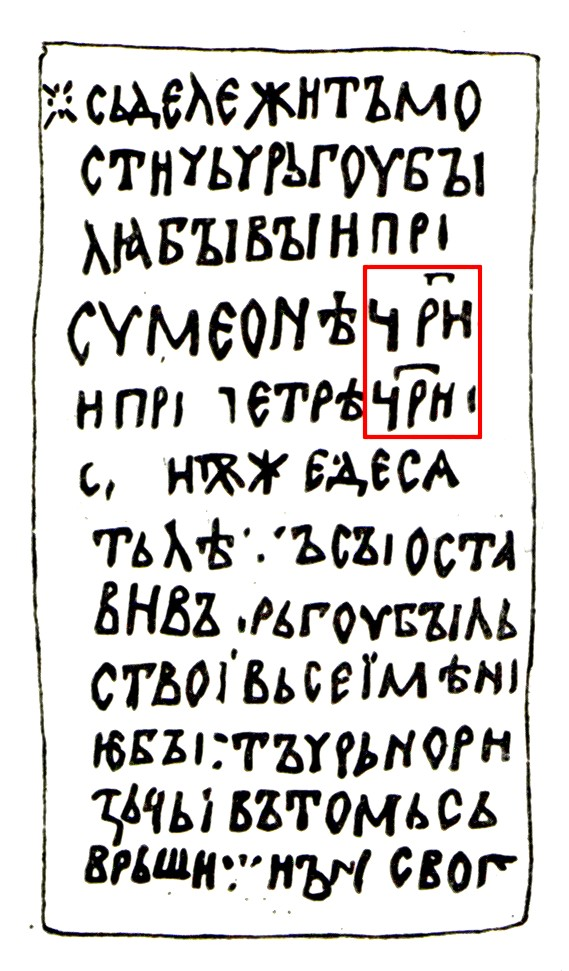
Omskrivning av Mostich epigram, med det allra första hänvisning till titeln "Tsar" inringat i rött.

Mostich, (Bulgariska: Мостич, Fornkyrkoslaviska: МОСТИЧЬ) var en högt uppsatt tjänsteman i det Första bulgariska riket under Simeon den store och Peter I av Bulgarien. Han bar titeln Ichirgu-boil och var med största sannolikhet befälhavare över Preslavs garnisonen.
Mostich är känd från ett gammalt bulgariskt epitafium i en kyrka från 900-talet, (numera känd som Mostich kyrka) i området utanför Preslav, den dåvarande huvudstaden i det första bulgariska riket. Texten upptäcktes år 1952 av Professor Stancho Vaklinov, och bevaras idag i Arkeologiska nationalmuseet. Inskriften på Mostichs epitafium tyder på att han begravdes i kyrkan, hans kvarlevor hittades också, vilket avslöjar att han var relativt kort (165-170 cm). Texten är känd för att vara den tidigaste kända källan som nämner titeln "tsar".
Det står följande:
| ” | сьде лежитъ мо- стичь чрьгоубъɪ- ля бъɪвъɪи при сумеонѣ цр҃и и при петрѣ цр҃и ос(м)иѭ же десѧ- ть лѣтъ съɪ оста- вивъ чрьгоубъɪлъ- ство ї вьсе їмѣн- иѥ бъɪстъ чрьнори- зьць ї въ томь съ- връши жизнь своѭ. | „ |

| ” | Här ligger Mostich, som var ichirgu-boil under Tsar Simeon och under Tsar Peter. Vid åldern 80, lämnar sin post och egendom bakom, han blev munk och så avslutade han sitt liv. | „ |

Mostich Hill, Rugged Island på Sydshetlandsöarna, Antarktis är namngivna efter Mostich.